# Rantau Nipis
Rantau Nipis is een bestuurslaag in het regentschap Ogan Komering Ulu Selatan van de provincie Zuid-Sumatra, Indonesië. Rantau Nipis telt 1139 inwoners (volkstelling 2010).